# Ussaramanna
Ussaramanna (sardinski: Soramànna) je grad i općina (comune) u pokrajini Južnoj Sardiniji u regiji Sardiniji, Italija. Nalazi se na nadmorskoj visini od 157 metara i ima 547 stanovnika.
 Prostire se na 9,76 km². Gustoća naseljenosti je 56 st/km².
Susjedne općine su: Baradili, Baressa, Pauli Arbarei, Siddi i Turri.